# Pengyou
Pengyou (кит. 朋友; пиньинь: péngyǒu; рус. «Друг») — прекратившая существование социальная сеть компании Tencent.
Сайт использовал настоящие имена пользователей и позволял регистрировать аккаунт только с помощью электронной почты. На сайте был представлен раздел QQ Qzone и раздел для корпоративного общения, где пользователи могли подписываться на профили различных компаний, а компании могли использовать сайт для взаимодействия со своими потребителями.

## Закрытие сервиса
14 июля 2017 года было объявлено, что работа сервиса будет полностью остановлена 6 августа 2017 года.
В декабре 2019 года сервис был перезапущен, а на официальном веб-сайте был открыт портал для загрузки бета-версии. Для перезапуска также был принят новый логотип и слоган «Приходите и создайте свой собственный небольшой круг».
В июне 2021 года, Tencent оповестила пользователей приложения Pengyou об окончательном закрытии социальной сети 30 июня того же года в связи с изменениями в бизнес-стратегии компании.